# Veľký Lipník

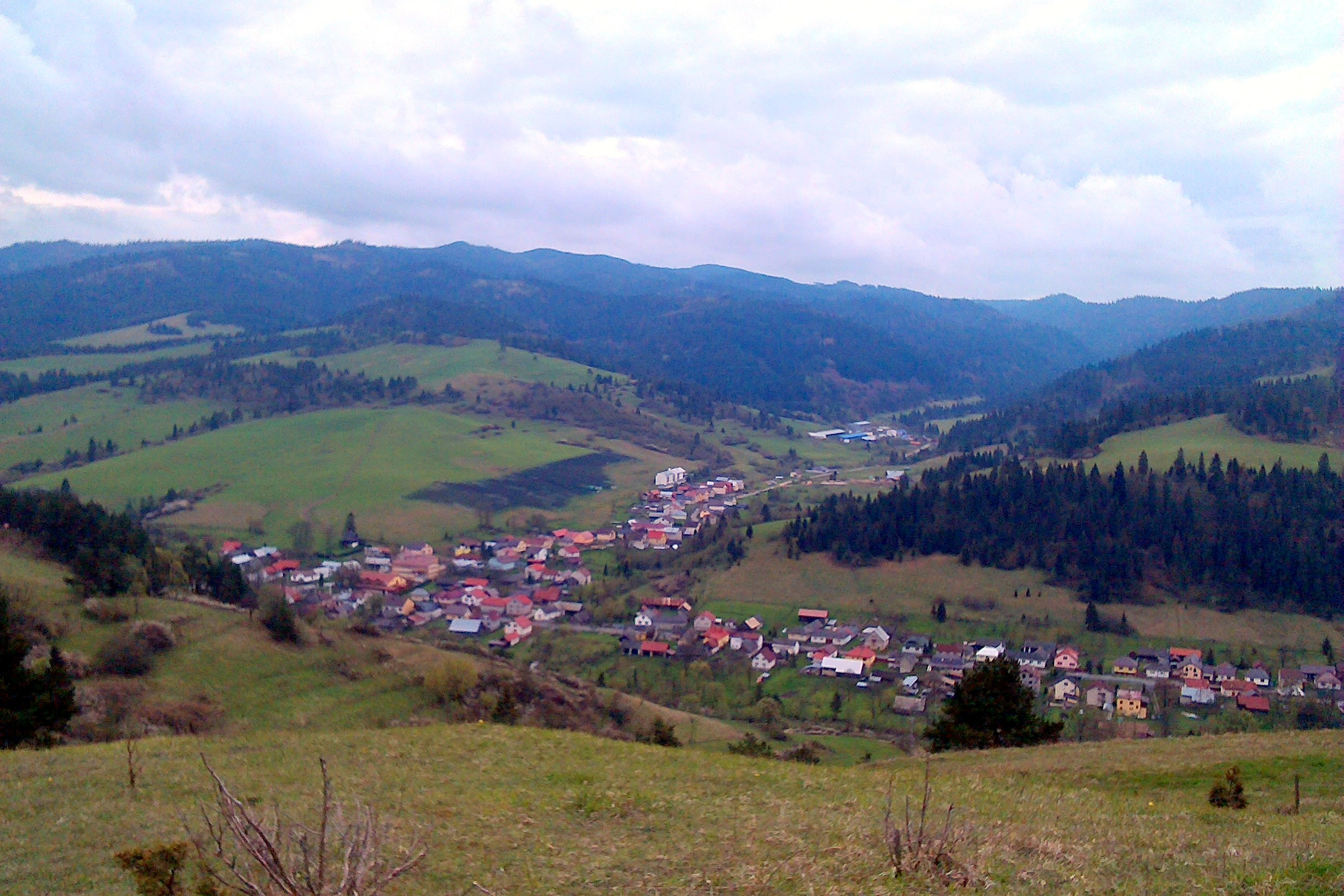
Veľký Lipník

Veľký Lipník (Hongaars: Nagyhársas) is een Slowaakse gemeente in de regio Prešov, en maakt deel uit van het district Stará Ľubovňa.
Veľký Lipník telt 1.000 inwoners.